# 日雨镇
日雨镇，是中华人民共和国四川省甘孜藏族自治州得荣县下辖的一个乡镇级行政单位。撤销日龙乡、曲雅贡乡，设立日雨镇，以原日龙乡和原曲雅贡乡所属行政区域为日雨镇的行政区域，日雨镇人民政府驻顿珠村1组5号。。

## 行政区划
日雨镇下辖以下地区：
日堆村、如贡村、甲孜村、龙绒村、麻依村、日麦村、邓归村、真康村和丹麦村。